# Victoria (ciruela)
Victoria es una variedad cultivar de ciruelo (Prunus domestica), de las denominadas ciruelas europeas.
Una variedad de ciruela del grupo de las ciruelas de huevo (Prunus domestica ssp. intermedia). El nombre le es dado en honor de la Reina Victoria (1819–1901). 
Las frutas tienen una pulpa de color amarillo, medianamente firme, moderadamente jugosa, algo dulce y buen paladar. Tolera las zonas de rusticidad según el departamento USDA, de nivel 5b, 5a, 6b, 6a, 7b, 7a.

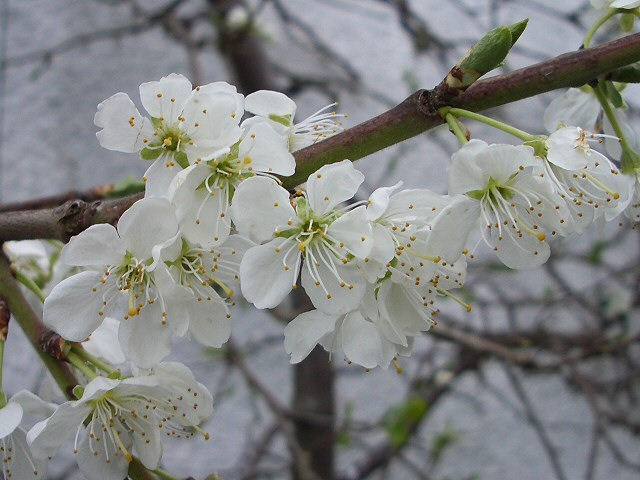
Floración de la ciruela Victoria.

## Sinonimia
- "Denyer's Victoria".

## Historia
'Victoria' variedad de ciruela cuyos orígenes se encuentran en un jardín en Alderton, Sussex y vendido al viverista  Denyer, un vivero en Brixton. Fue introducido en los circuitos comerciales alrededor de 1840. Por el mismo viverista Denyer fue introducido comercialmente en Suecia en 1844, bajo el nombre de "Denyer's Victoria". Esta variedad se hizo muy popular rápidamente en Suecia a finales del siglo XIX. La Royal Horticultural Society le otorgó un "Certificado de Primera Clase" en 1973.
'Victoria' está cultivada en diversos bancos de germoplasma de cultivos vivos, tales como en la Estación experimental Aula Dei de Zaragoza, y en el National Fruit Collection (Colección Nacional de Fruta) de Reino Unido con el número de accesión: 1976-046 y Nombre Accesión : Victoria (EMLA).

## Características
'Victoria' árbol de porte extenso, moderadamente vigoroso, erguido, sus hojas de la planta leñosa son caducas, de color verde, forma elíptica, sin pelos presentes, tienen dientes finos en el margen. Las flores deben aclararse mucho para que los frutos alcancen un calibre más grueso. Tiene un tiempo de floración que comienza a partir del 16 de abril con el 10% de floración, para el 20 de abril tiene una floración completa (80%), y para el 29 de abril tiene un 90% de caída de pétalos.
'Victoria' tiene una talla de tamaño de mediano a grande, de forma ovalada u ovada, bastante regular, con peso promedio de 44.10 g; epidermis tiene una piel fuerte y ácida, con abundante pruina violácea clara, no se aprecia pubescencia, presenta colo rojo púrpura claro, uniforme a no ser por el punteado que lo oscurece, lenticelas abundante, pequeño o mediano, dejando libre la zona peduncular y zona de sutura, blanquecino con aureola muy perceptible de color granate más oscuro que el color general del fruto, con la cavidad peduncular muy estrecha, poco profunda, poco rebajada en la sutura y más bien un poco levantada en el lado opuesto, pedúnculo de longitud media, finos, leñosos, muy pubescentes; pulpa de color verde amarillento o amarillo ámbar transparente, textura semi blanda, algo crujiente, medianamente jugosa, y de un sabor muy dulce, almibarado, casi empalagoso.
Hueso libre o semi-libre, grande, elíptico, muy aplastado, zona ventral muy estrecha pero bien marcada, con surcos bien marcados sobre todo el dorsal, superficie arenosa.
Su tiempo de recogida de cosecha se inicia en su maduración de finales de agosto a principios de septiembre.

## Progenie
- La ciruela 'Victoria' ha originado la nueva variedad de ciruela como Desporte a : Grove's Late Victoria.

- La ciruela 'Victoria' ha originado la nueva variedad de ciruela como "Parental Madre" a : Pamyat Timiryazeva.

## Usos
Se utiliza para su consumo en fresco. La ciruela 'Victoria' contiene la antocianina chrysanthemin.

## Cultivo
El árbol es bastante resistente y crece con fuerza, pero no es muy grande. La floración es medianamente temprana y autofértil. Raramente es atacado por enfermedades, pero el fruto lo es por moho. 